# Bailly-Romainvilliers
 Bailly-Romainvilliers  es una población y comuna francesa, en la región de Isla de Francia, departamento de Sena y Marne, en el distrito de Torcy y cantón de Thorigny-sur-Marne. Forma parte del sector 4 de la ciudad nueva de Marne-la-Vallée, llamada Val-d'Europe.

## Demografía
| 319 | 312 | 305 | 306 | 311 | 314 | 331 | 310 | 299 | 337 | 345 | 307 | 314 | 315 | 283 | 270 | 242 | 243 | 240 | 246 | 208 | 199 | 201 | 220 | 227 | 243 | 232 | 245 | 371 | 402 | 609 | 3 395 | 5 666 |
| Para los censos de 1962 a 1999 la población legal corresponde a la población sin duplicidades (Fuente: INSEE [Consultar]) |     |     |     |     |     |     |     |     |     |     |     |     |     |     |     |     |     |     |     |     |     |     |     |     |     |     |     |     |     |     |       |       |